# Suchiniczi-Gławnyje
Suchiniczi-Gławnyje (ros. Сухиничи-Главные) – węzłowa stacja kolejowa w miejscowości Suchiniczi, w rejonie suchinickim, w obwodzie kałuskim, w Rosji. Węzeł linii Moskwa – Briańsk – Kijów z linią Kirow – Suchiniczi.
Suchiniczi-Gławnyje znajdują się na granicy dwóch systemów elektryfikacji: na prąd stały oraz na prąd przemienny, z związku z czym część pociągów dalekobieżnych i międzynarodowych ma na stacji ok. 30 minutowy postój techniczny związany z wymianą lokomotywy. Podczas postojów okoliczni mieszkańcy sprzedają podróżnym na peronach jedzenie i inne produkty. 

## Historia
Stacja powstała w czasach carskich pomiędzy stacjami Suchiniczi-Uzłowyje i Duminiczi.

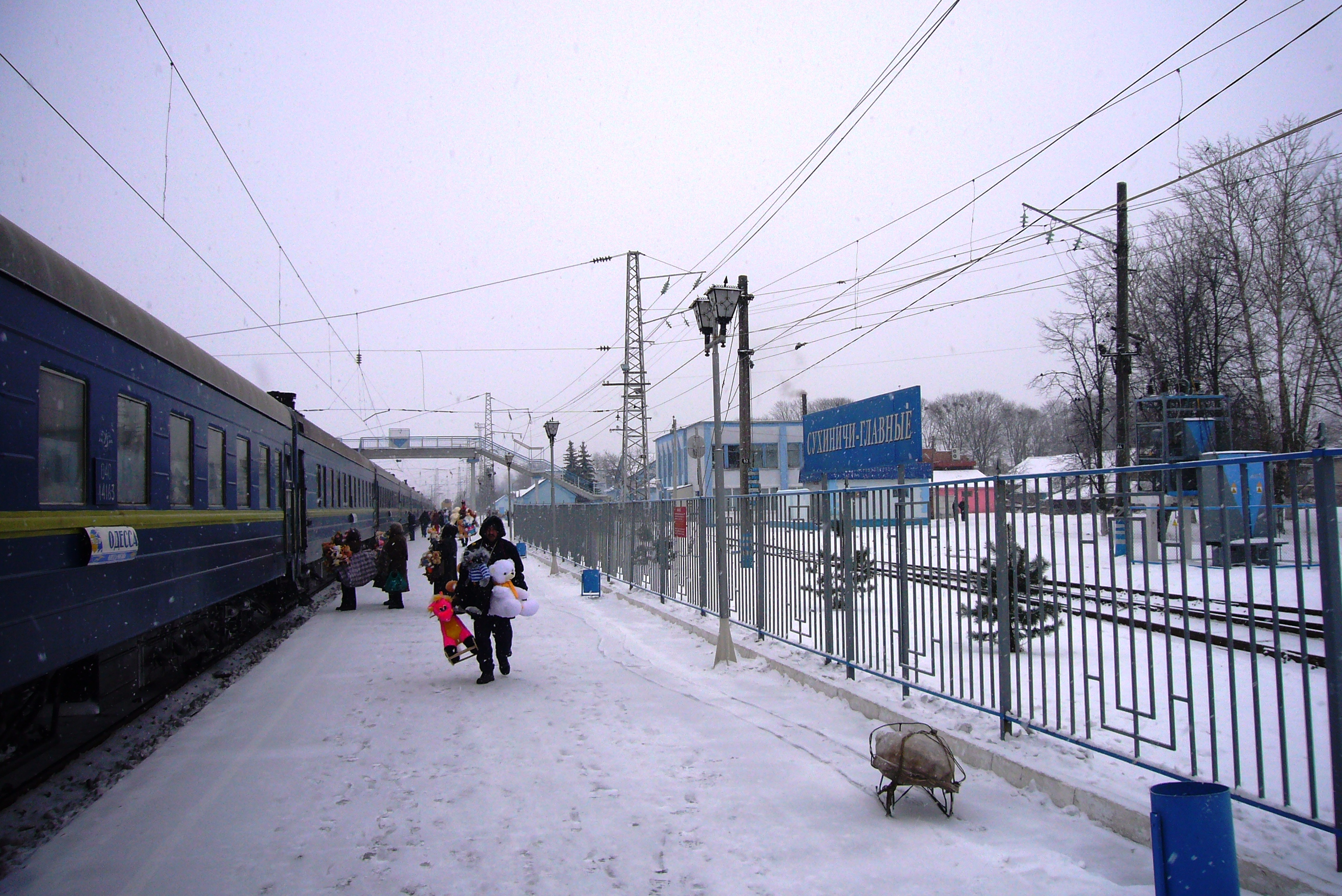
peron; widok w kierunku Moskwy